# Тэтхем, Саймон
Саймон Тэтхем (англ. Simon Tatham, /ˈteɪθəm/) — английский профессиональный программист и разработчик свободного программного обеспечения. Родился 3 мая 1977 года.
Известен как создатель и разработчик популярной программы PuTTY — свободно распространяемого клиента для протоколов SSH, Telnet, rlogin для Win32 и Unix.
Является автором пользующегося широкой известностью среди программистов и бета-тестеров эссе «Как эффективно сообщать об ошибках». Статья была написана в 1999 году и опубликована под лицензией OpenContent. С тех пор была переведена на множество языков (на официальном сайте есть переводы этой статьи на 13 языков мира).
Ряд разработок Саймона имеют и теоретический интерес. Так, ему принадлежит вариант реализации сопрограммы на Си, с использованием необычной синтаксической конструкции под названием «устройство Даффа».
Известен также работами по ассемблеру NASM.
Учился в Кембриджском университете. В настоящее время работает в корпорации ARM.

## Статьи
- Как эффективно сообщать об ошибках
- Coroutines in C by Simon Tatham  (англ.)